# Uruguayischer Krieg
Der Uruguayische Krieg war ein militärischer Konflikt in den Jahren 1864 und 1865 um die politische Führung im Land. Dabei standen sich die Colorados, unterstützt von Brasilien und Argentinien, und die von den Blancos gestellte uruguayische Regierung, gegenüber. 

## Vorgeschichte
Seit den 1830er Jahren polarisierte sich die politische Landschaft Uruguays zwischen der städtisch geprägten Partido Colorado, die für Wirtschaftsliberalismus eintrat, und der ländlich geprägten Partido Nacional, die zu Protektionismus neigte. Dies führte zu einem langjährigen Bürgerkrieg, der das Land zutiefst spaltete und politisch destabilisierte. Ab der zweiten Hälfte der 1850er Jahre versuchten Blancos und Colorados, die Zerrissenheit des Landes durch eine verstärkte Zusammenarbeit zu überwinden, und fanden sich sogar zu einer Koalitionsregierung in Montevideo zusammen. Im Lager der Colorados breitete sich jedoch schon bald Widerstand gegen den „Fusionismus“ aus. 1863 startete der Rebellenführer Venancio Flores mit argentinischer Unterstützung eine Revolte gegen die uruguayische Regierung.

## Verlauf
Im August 1864 erklärte das Kaiserreich Brasilien der Regierung in Montevideo den Krieg und unterstützte damit, wie schon im uruguayischen Bürgerkrieg, die Colorados. Die Truppen der Blanco-Regierung hatten der überlegenen brasilianischen Land- und Seestreitmacht wenig entgegenzusetzen. Anfang Februar 1865 begann die Belagerung Montevideos. Noch vor Ende des Monats wurde der uruguayische Präsident Atanasio Cruz Aguirre gestürzt und Rebellenführer Flores zu seinem Nachfolger ernannt.

## Folgen
Der Tripel-Allianz-Krieg von 1864 bis 1870 war eine direkte Folge des Uruguayischen Krieges. Die Armeen Brasiliens, Argentiniens und Uruguays gingen dabei gemeinsam gegen Paraguay vor, dessen Armee sich im Laufe der Auseinandersetzung auf die Seite der Blancos geschlagen hatte.